# مجزرة ساند كريك
مجزرة ساند كريك (بالإنجليزية:  The Sand Creek massacre)‏  (تُعرف أيضًا باسم مجزرة تشيفينغتون أو معركة ساند كريك أو مجزرة هنود الشايان)، وقعت المجزرة في 26 نوفمبر 1864 بحق شعبي الشايان والأراباهو على يد القوات البرية للولايات المتحدة في الحروب الأمريكية الهندية، عندما هاجمت قوة مؤلفة من 675 جندي من فوج كولورادو الثالث لسلاح الفرسان بقيادة الكولونيل جون تشيفينغتون قرية لقبيلتي شايان وأراباهو في جنوب شرق إقليم كولورادو ودمّرتها، ما أدى إلى مقتل وتشويه ما قُدِّر بنحو 150-500 فرد من السكان الأصليين الأمريكيين، نحو ثلثيهم من النساء والأطفال. عُيّن مكان المجزرة كموقع تاريخي وطني لمجزرة ساند كريك ويُدار من قِبل إدارة المتنزهات الوطنية. كان هذا جزءًا من سلسلة من الأحداث المعروفة باسم حرب كولورادو وسبقتها مجزرة الهانغيت.

## خلفية تاريخية
بموجب شروط معاهدة فورت لارامي لعام 1851 بين الولايات المتحدة وسبع قبائل هندية، متضمنةً قبيلتي شايان وأراباهو، اعترفت الولايات المتحدة بأن قبيلتي شايان وأراباهو كانتا تحتفظان بأرض شاسعة تشمل الأراضي الواقعة بين نهر نورث بلات ونهر أركنساس، وشرقًا من جبال روكي إلى القسم الغربي من ولاية كانساس. تتضمن هذه المنطقة في الوقت الحاضر جنوب شرق ولاية وايومنغ، وجنوب غرب ولاية نبراسكا، ومعظم شرق ولاية كولورادو، والأجزاء الغربية القصوى من ولاية كانساس.
غير أن اكتشاف الذهب في نوفمبر 1858 في جبال روكي في كولورادو، ثم في جزء من إقليم كانساس، جلب معه سباق البحث عن الذهب في قمة بايكس. تدفق المهاجرون عبر أراضي شايان وأراباهو. تنافسوا على الموارد، وحاول بعض المستوطنين البقاء. ضغط المسؤولون الإقليميون في كولورادو على السلطات الفيدرالية لإعادة تحديد نطاق الأراضي الهندية في الإقليم، وفي خريف عام 1860، وصل إيه. بي. غرينوود، مفوض الشؤون الهندية، إلى حصن بينت الجديد، على طول نهر أركنساس، للتفاوض على معاهدة جديدة.
في 18 فبراير 1861، وقّع ستة زعماء من شايان الجنوبية وأربعة من أراباهو على معاهدة فورت وايز مع الولايات المتحدة، إذ تنازلوا عن معظم الأراضي المخصصة لهم بموجب معاهدة فورت لارامي. شمل زعماء قبيلة شايان، بلاك كيتل ووايت أنتيلوب (بالشاياني: Vó'kaa'e Ohvó'komaestse) ولين بير وليتل وولف وتول بير، وشمل زعماء أراباهو، ليتل رييفن وستورم وشيف-هيد وبيغ ماوث والزعيم نيوات أو ليفت هاند.
امتدت المحمية الجديدة في شرق كولورادو، أقل من 1/13 من مساحة الأراضي المعترف بها في معاهدة 1851، بين نهر أركنساس وساند كريك. غضبت معظم جماعات شايان من الزعماء الذين وقعوا على المعاهدة، بما في ذلك جماعة دوغ سولجرز، وهي جماعة عسكرية من قبيلة شايان ولاكوتا نشأت في أواخر ثلاثينيات القرن التاسع عشر، تنصلت الجماعات من المعاهدة -التي لم تحظَ بمباركة مجلس الأربعة وأربعين، الهيئة القبلية العليا- ورفضوا الالتزام بقيودها. استمروا بالعيش والصيد في أراضي كولورادو الشرقية الغنية بالبيسون وكانساس الغربية، وأصبحوا أكثر عدوانية تجاه موجة هجرة البيض عبر أراضيهم. كان التوتر عاليًا، خاصة في ولاية سموكي هيل ريفر بولاية كانساس، حيث فتح البيض طريقًا جديدًا لمناجم الذهب. قال شايان، الذي عارض المعاهدة، إنها وُقِّعت من قبل أقلية صغيرة من زعماء القبائل دون رضا أو موافقة بقية أفراد القبيلة، وأن الموقعين لم يفهموا ما وقعوا عليه، وتمت رشوتهم للتوقيع عن طريق توزيع الهدايا الكثيرة. اتخذ المسؤولون موقفًا اتّهموا عبره الهنود ممن رفضوا الالتزام بالمعاهدة بأنهم عدوانيون ويخططون للحرب.

أدت بداية الحرب الأهلية الأمريكية في عام 1861 إلى تنظيم القوات العسكرية في إقليم كولورادو. في مارس 1862، هزم متطوعو كولورادو الجيش الكونفدرالي من تكساس في معركة غلوريتا باس، نيو مكسيكو من خلال تدمير عربات الإمداد، مجبرينهم بذلك على التراجع. عاد الكونفدراليون إلى تكساس، وعاد الفوج الأول لمتطوعي كولورادو إلى إقليم كولورادو. ثم عُيِّنوا كحماة وطن تحت قيادة العقيد جون تشيفينغتون. تبنى حاكم إقليم كولورادو جون إيفانز مع تشيفينغتون سياسة متشددة ضد الهنود الذين اتهمهم المستوطنون بسرقة الماشية. من دون أي إعلان للحرب، في أبريل 1864، بدأ جنود كولورادو بمهاجمة وتدمير عدد من مخيمات شايان، ضم أكبرها نحو 70 كوخًا، أي نحو 10% من القدرة الاستيعابية السكنية لقبيلة شايان بأسرها. في 16 مايو، 1864، عبرت مفرزة تحت قيادة الملازم جورج إس. آير الحدود إلى كانساس والتقت قبيلة شايان في معسكرهم الصيفي لصيد الجاموس في بيغ بوشز، بالقرب من نهر سموكي هيل. اقترب زعيما شايان لين بير وستار من الجنود للإشارة إلى نواياهم السلمية، بيد أن قوات آير قد أردتهما قتيلين. أثارت هذه الواقعة حربًا انتقامية لدى قبيلة شايان في كانساس.
«اللعنة لأي رجل يتعاطف مع الهنود! ... لقد جئت لأقتل الهنود، وأعتقد أنه من الصواب والشرف استخدام أي وسيلة تحت سماء الله لقتل الهنود ... اقتلوهم واسلخوا فروة رؤوسهم جميعًا، كبارًا كانوا أم صغارًا؛ القمل يأتي من البيوض.»

- العقيد جون ميلتون تشيفينغتون.
مع استمرار الصراع بين الهنود والمستوطنين والجنود في ولاية كولورادو، استسلم الكثير من أفراد قبيلة شايان وأراباهو، بما في ذلك جماعات تحت قيادة زعيمي قبيلة شايان بلاك كيتل ووايت أنتيلوب، ورضخوا للتفاوض على السلام رغم ضغوط الجنود والمستوطنين. في يوليو 1864، أرسل حاكم كولورادو جون إيفانز تعميمًا إلى الهنود الأصليين (هنود السهول) (بالإنجليزية: Plains Indians)، داعيًا فيه المسالمين للذهاب إلى مكان آمن في حصن ليون في السهول الشرقية، حيث سيُمنحون المؤن والحماية من قِبل قوات الولايات المتحدة الأمريكية.